# Platyscapa fischeri
Platyscapa fischeri är en stekelart som beskrevs av Wiebes 1977. Platyscapa fischeri ingår i släktet Platyscapa och familjen fikonsteklar.
Artens utbredningsområde är Filippinerna. Inga underarter finns listade i Catalogue of Life.